# Codonorchideae
Codonorchideae — триба квітучих рослин з родини орхідні (лат. Orchidaceae). Триба монотипна, тобто містить лише один рід — Codonorchis, представлений двома видами.

## Опис
Стебло несе 2-4 невиразних листка, біля нижньої частини квітконіжки.  

## Поширення і спосіб життя
Дані орхідеї є наземними. Поширені в помірній та субтропічних зонах Південної Америки. Відомі зі східної частини Бразилії, в Аргентині, Чилі, на Фолклендських островах. Малодосліджені.